# Dave Holland (basista)
Dave Holland (ur. 1 października 1946 w Wolverhampton) – brytyjski basista jazzowy oraz kompozytor, który jest znaczącym przedstawicielem jazzu awangardowego (ang. avant-garde jazz).  Laureat NEA Jazz Masters Award 2017.

## Wybrana dyskografia
- 1971 – Music from Two Basses (z Barre'em Philipsem)
- 1972 – Conference of the Birds
- 1976 – Sam Rivers/Dave Holland, Vol. 1 (z Samem Riversem)
- 1976 – Sam Rivers/Dave Holland, Vol. 2 (z Samem Riversem)
- 1977 – Emerald Tears
- 1982 – Life Cycle
- 1983 – Jumpin' In
- 1984 – Seeds of Time
- 1987 – The Razor's Edge
- 1988 – Triplicate
- 1989 – Extensions
- 1990 – Question and Answer (z Patem Methenym i Royem Haynesem)
- 1993 – Ones All
- 1995 – Dream of the Elders
- 1998 – Points of View
- 2000 – Prime Directive
- 2001 – Not for Nothin'
- 2002 – What Goes Around
- 2003 – Extended Play: Live at Birdland
- 2005 – Overtime
- 2006 – Critical Mass